# 海西花土沟机场
海西花土沟機場是中國青海省一座民用機場，位於海西蒙古族藏族自治州茫崖行政區花土沟镇砂西场址，是青海省“十二五”规划中“一主八辅”新建机场之一。
機場定位為國內支線機場，占地面积2700亩，机场飞行区等级4C，跑道長3,600公尺，航廈樓3,000平方公尺，有四個停機坪，按2020年满足年旅客吞吐量9万人次，货邮吞吐量100吨，飞机起降量1150架次设计。机场距离省会西宁1300公里，属支线机场。
机场航站楼以开采原油的磕头机为造型，建筑外观的主色调采用象征天然气和石油的黄色和红色，融合在花土沟原油开采基地中。
機場於2011年12月31日奠基，2012年10月16日开工，2014年6月10日獲國家發改委批覆。项目总投资约为7亿元，建设工期3年。2014年12月31日，机场完成校飞。2015年6月26日，机场正式通航。
机场开通后客流惨淡，2015年旅客吞吐量位列中国民用机场最后一位（456人次）。

## 航空公司与航点
2025夏秋航季
| 航空公司     | 目的地             |
| ------------ | ------------------ |
| 中国东方航空 | 敦煌、西宁、德令哈 |